# Marin Hraste
Marin Hraste (Sisak, 24. rujna 1938. – Zagreb, 1. srpnja 2023.) bio je hrvatski inženjer kemijske tehnologije, sveučilišni profesor i akademik.

## Životopis
Bio je dekan Fakulteta kemijskog inženjerstva i tehnologije u Zagrebu.
Bio je redoviti član Hrvatske akademije znanosti i umjetnosti.

## Vanjske poveznice
- LZMK / Hrvatska enciklopedija: Hraste, Marin
- Marin Hraste Hrvatska tehnička enciklopedija, portal hrvatske tehničke baštine. LZMK